# 張璉 (弘治進士)
张琏（1471年—1543年），字汝器，陕西耀州官庄里（今铜川市新区方巷口村）人。明代政治人物。

## 生平
陕西鄉試第五名舉人，弘治十五年（1502年），登壬戌科會試第十九名，三甲第一百八十八名進士。授行人，任仅二年，未及一考，正德元年（1506年）十二月选授南京廣東道试監察御史，改四川道御史，巡按湖广，六年八月劾罢贪污的湖广副使胡昂，七年三月弹劾大学士梁储纵子杀人，九年正月出为浙江副使，累升山西按察使，十六年（1521年）六月升四川右布政使，进左布政，以舉卓异，嘉靖二年（1523年）三月升顺天府府尹，六月升都察院右副都御史、巡抚辽东地方兼赞理军务，八年四月升户部左侍郎，九年正月兼都察院右佥都御史、总督宣大军饷，十年六月以灾异自陈乞休。嘉靖二十二年卒。晚年纂《耀州志》。

## 家族
曾祖父張從政；祖父張清，封推官；父張鈞，推官。母劉氏（封孺人）。永感下。